# West Union, Ohio
West Union är administrativ huvudort i Adams County i delstaten Ohio. West Union hade 3 405 invånare enligt 2010 års folkräkning.